# Puente Roncador
El Puente Roncador, el Puente de La Reconciliación, o el Puente de Mompox es una de las obras de mayor envergadura en materia de infraestructura del departamento de Bolívar, Colombia. Se trata de una interconexión que une a Magangué y Mompox con el resto del país, la cual contó con una inversión total superior a los 300.000 millones de pesos colombianos, con una longitud de 12 kilómetros, iniciando en el corregimiento Santa Fe del municipio Magangué hasta llegar al norte del puerto La Bodega del municipio Cicuco.

## Historia
En abril de 2015 diez consorcios presentaron propuestas ante el Fondo de Adaptación del Gobierno Nacional, para llevar a cabo la interconexión vial Yatí-Bodega. Las obras se iniciaron en febrero de 2016.
El complejo vial fue puesto al servicio el 30 de marzo de 2020 para garantizar la transitabilidad y conectividad de las comunidades, facilitando el traslado de bienes y servicios durante el aislamiento preventivo obligatorio decretado por el gobierno nacional en el contexto de la crisis del coronavirus en el país.

## Componentes
El proyecto de Yatí - Bodega consiste en un complejo vial de 2.3 kilómetros, a lo largo de los cuales se levantaron dos puentes. La obra comprende los siguientes componentes:
- El mejoramiento de 3 kilómetros de la actual vía entre Yatí y Santa Lucía.
- El Puente Santa Lucía que medirá 1 kilómetro.
- La carretera de Isla Grande (Magangué) con 2,7 kilómetros.
- El Puente Roncador, será uno de los más largos del país, con 2,3 kilómetros de longitud.
- La vía que conectará a Puente Roncador con el puerto La Bodega que tendrá 2,9 kilómetros.

Desde el sector denominado puerto Santa Fe, inicia el primer puente sobre el río Magdalena, el cual lleva por nombre "Puente Santa Lucía", y llega a Isla Grande. A esta isla la atraviesa una carretera que llega al sector conocido como puerto de Isla Grande, en donde inicia el "Puente Roncador", hasta llegar al sector conocido como Roncador (de allí el nombre de este puente), en cercanías de la desembocadura del brazo o río Chicagua sobre el río Magdalena. Por último, al llegar a la cabecera del puente en el sector Roncador, inicia el tercer tramo vial hasta llegar al puerto La Bodega.